# Gmunden villamosvonal-hálózata
Gmunden villamoshálózata (Straßenbahn Gmunden vagy Gmundner Straßenbahn) egy vonalból áll, melyek hossza mindössze 2,315 km. A vonal nyomtávolsága 1000 mm, a felsővezeték feszültsége 600 V egyenáram. Ausztria öt villamoshálózata közül a gmundeni a legrövidebb. A vonal 10,0%-os maximális meredekségével a világ egyik legmeredekebb fennmaradt, csak adhéziós hajtással működő villamosvonalává vált.